# MCMXC a.D.
MCMXC a.D.是音乐团体Enigma（亦翻译成謎）的首张专辑，出版于1990年。专辑名的意思是罗马数字1990。该专辑是音乐工业史上最受欢迎的CD之一，销量达到了1400万张。